# Ghyczy József

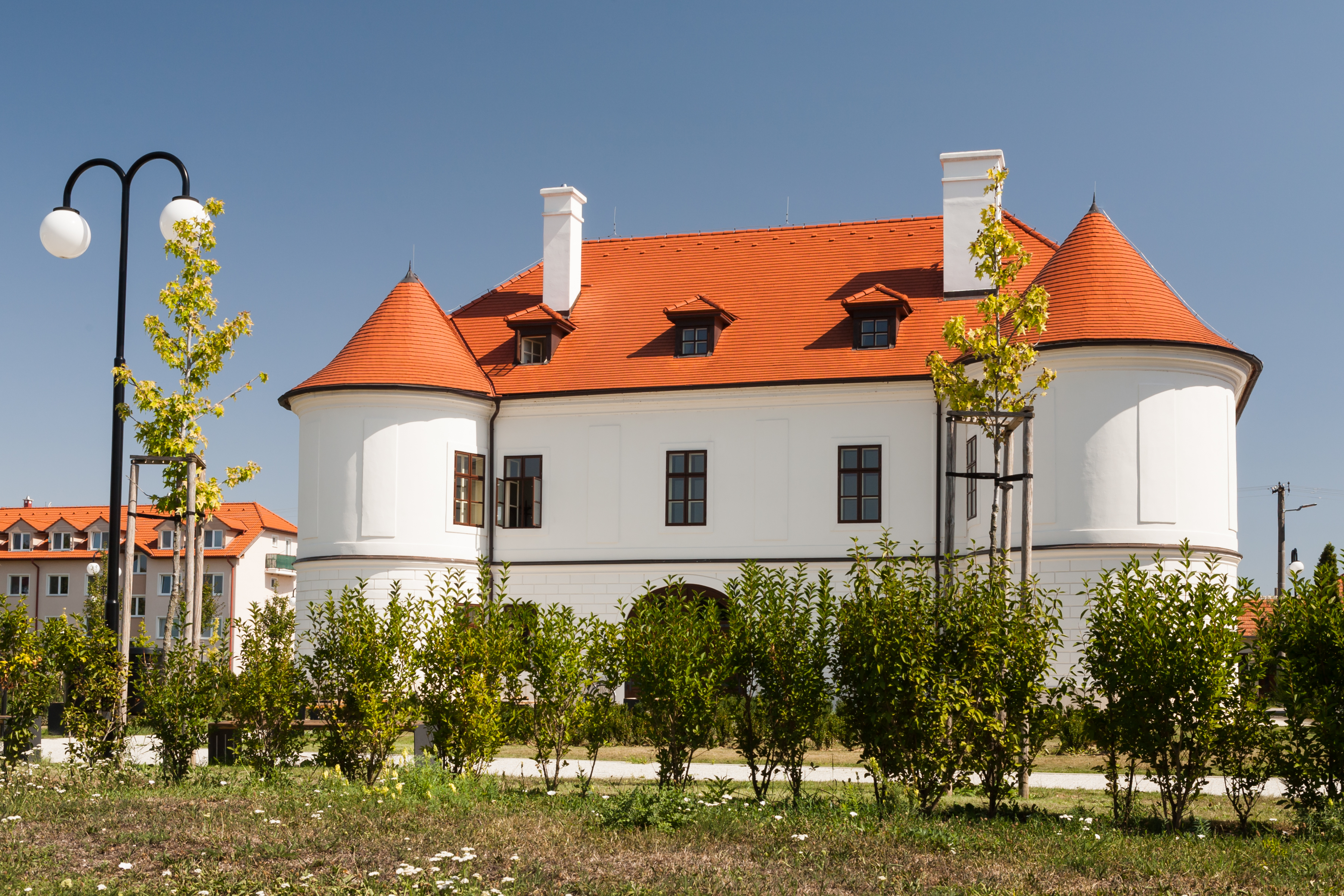
Az átépített és felújított assakürti Ghyczy kastély

Ghyczy József (Józsa; ? – 1562) alispán, verebélyi széki nádor.

## Élete
Első feleségétől Hentz Zsófiától született István fia, második feleségétől Gyerődy Dorottyától, aki halála után Torda Zsigmond második felesége lett, pedig Pál (komáromi ág) és Anna gyermekei. A féltestvérek közt viszály támadt az örökség körül.
1545-1549 között Várdai Pál esztergomi érsek udvarmestere volt. 1550-1551 között Nyitra vármegye alispánja. 1554-1559 között a nádor melletti feljebbviteli törvényszék ülnöke. Az 1559-es pozsonyi országgyűlésen a nyolcados törvényszék ülnöke volt.
1544-ben I. Ferdinándtól adományba kapta Assakürtöt, majd Ablánckürt felét. Ugyanebben az évben az esztergomi érsektől Csorba János birtokait kapták meg. 1550-ben engedélyt kapott Assakürtön várkastély építésére, amihez pallosjogot is kap. 1549-ben Ürményen vett szőlőt. 1554-ben Ablánckürt másik felét Nádasdy Tamástól kapta meg, s az egészre a család nádori adományt szerzett. 1557-ben és 1558-ban további birtokaira is adományt kapott.
Gyalui Torda Zsigmond 1564-ben visszaszerezte József első házasságából származó Istvántól az assakürti családi birtokot. 1570-ben megegyeztek.